# Grézieux-le-Fromental
Grézieux-le-Fromental est une commune française située dans le département de la Loire en région Auvergne-Rhône-Alpes, et faisant partie de Loire Forez Agglomération.
Village à l'écart de la route entre Montbrison et Montrond-les-Bains, il est principalement agricole (élevages et cultures).

## Géographie

### Situation
Grézieux-le-Fromental est au centre du département de la Loire,  à 6 km du fleuve Loire en rive gauche, au centre de la plaine du Forez, proche de la route D496 entre sa sous-préfecture Montbrison (8 km à l'ouest) et Montrond-les-Bains sur la Loire (7,3 km à l'est). La préfecture Saint-Étienne est à 35 km au sud-est, Lyon à 71 km au nord-est.

### Communes limitrophes

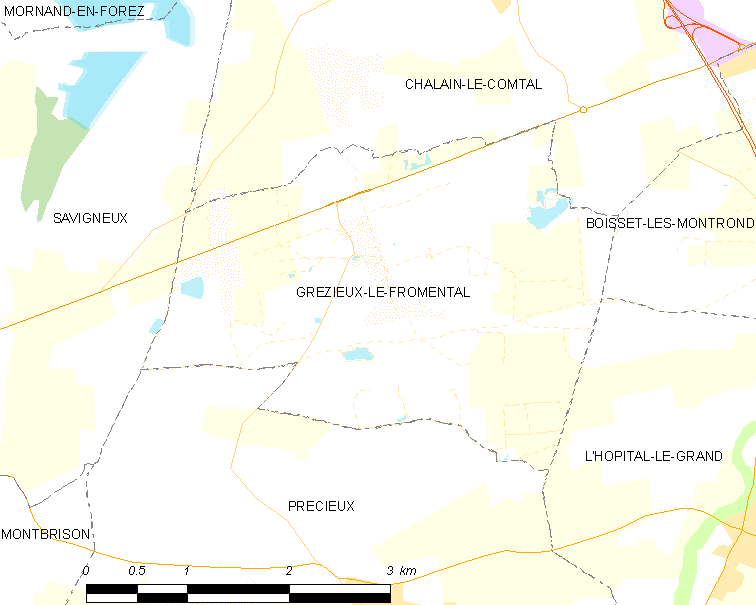
Localisation du village et des communes aux alentours

|           | Chalain-le-Comtal     | Boisset-lès-Montrond |
| Savigneux | Grézieux-le-Fromental |                      |
|           | Précieux              | L'Hôpital-le-Grand   |

### Relief, géologie
Les reliefs sont très faibles ; au nord se trouve une dépression en forme de cuvette, et au sud une élévation de direction est-ouest. L'église au centre du village est à 365 m d'altitude. Le point le plus élevé est à 388 m d'altitude, dans la pointe sud-ouest (en direction des monts du Forez)  et le ploint le plus bas est à l'étang de Lachaud à 352 m d'altitude.
Le terrain est très argileux.

### Hydrologie
Le Gand, petit affluent de la Loire, prend naissance au village est s'écoule vers l'est ; il forme l'étang de Lachaud (environ 6,8 ha) juste avant de quitter la commune. Cet étang est voisin de 5 autres petites pièces d'eau dont une est sur la commune de Chalain-le-Comtal et une autre partagée entre les deux communes. L'étang des Grisons (environ 38 ha) longe le côté nord de la D496. Quelques autres petites pièces d'eau de moins d'1/2 ha sont parsemées sur la commune, dont deux au village.

### Climat
Pour des articles plus généraux, voir Climat d'Auvergne-Rhône-Alpes et Climat de la Loire.
En 2010, le climat de la commune est de type climat océanique dégradé des plaines du Centre et du Nord, selon une étude du Centre national de la recherche scientifique s'appuyant sur une série de données couvrant la période 1971-2000. En 2020, Météo-France publie une typologie des climats de la France métropolitaine dans laquelle la commune est exposée à un climat de montagne ou de marges de montagne et est dans la région climatique Nord-est du Massif Central, caractérisée par une pluviométrie annuelle de 800 à 1 200 mm, bien répartie dans l’année.
Pour la période 1971-2000, la température annuelle moyenne est de 10,8 °C, avec une amplitude thermique annuelle de 16,8 °C. Le cumul annuel moyen de précipitations est de 647 mm, avec 8 jours de précipitations en janvier et 6,5 jours en juillet. Pour la période 1991-2020, la température moyenne annuelle observée sur la station météorologique de Météo-France la plus proche, « Savigneux », sur la commune de Savigneux à 6 km à vol d'oiseau, est de 11,0 °C et le cumul annuel moyen de précipitations est de 665,4 mm,. Pour l'avenir, les paramètres climatiques de la commune estimés pour 2050 selon différents scénarios d'émission de gaz à effet de serre sont consultables sur un site dédié publié par Météo-France en novembre 2022.

## Urbanisme

### Typologie
Au 1er janvier 2024, Grézieux-le-Fromental est catégorisée commune rurale à habitat dispersé, selon la nouvelle grille communale de densité à sept niveaux définie par l'Insee en 2022.
Elle est située hors unité urbaine. Par ailleurs la commune fait partie de l'aire d'attraction de Saint-Étienne, dont elle est une commune de la couronne,. Cette aire, qui regroupe 105 communes, est catégorisée dans les aires de 200 000 à moins de 700 000 habitants,.

### Occupation des sols
L'occupation des sols de la commune, telle qu'elle ressort de la base de données européenne d’occupation biophysique des sols Corine Land Cover (CLC), est marquée par l'importance des territoires agricoles (100 % en 2018), une proportion identique à celle de 1990 (100 %). La répartition détaillée en 2018 est la suivante : 
prairies (63 %), terres arables (30,7 %), zones agricoles hétérogènes (6,3 %). L'évolution de l’occupation des sols de la commune et de ses infrastructures peut être observée sur les différentes représentations cartographiques du territoire : la carte de Cassini (XVIIIe siècle), la carte d'état-major (1820-1866) et les cartes ou photos aériennes de l'IGN pour la période actuelle (1950 à aujourd'hui).

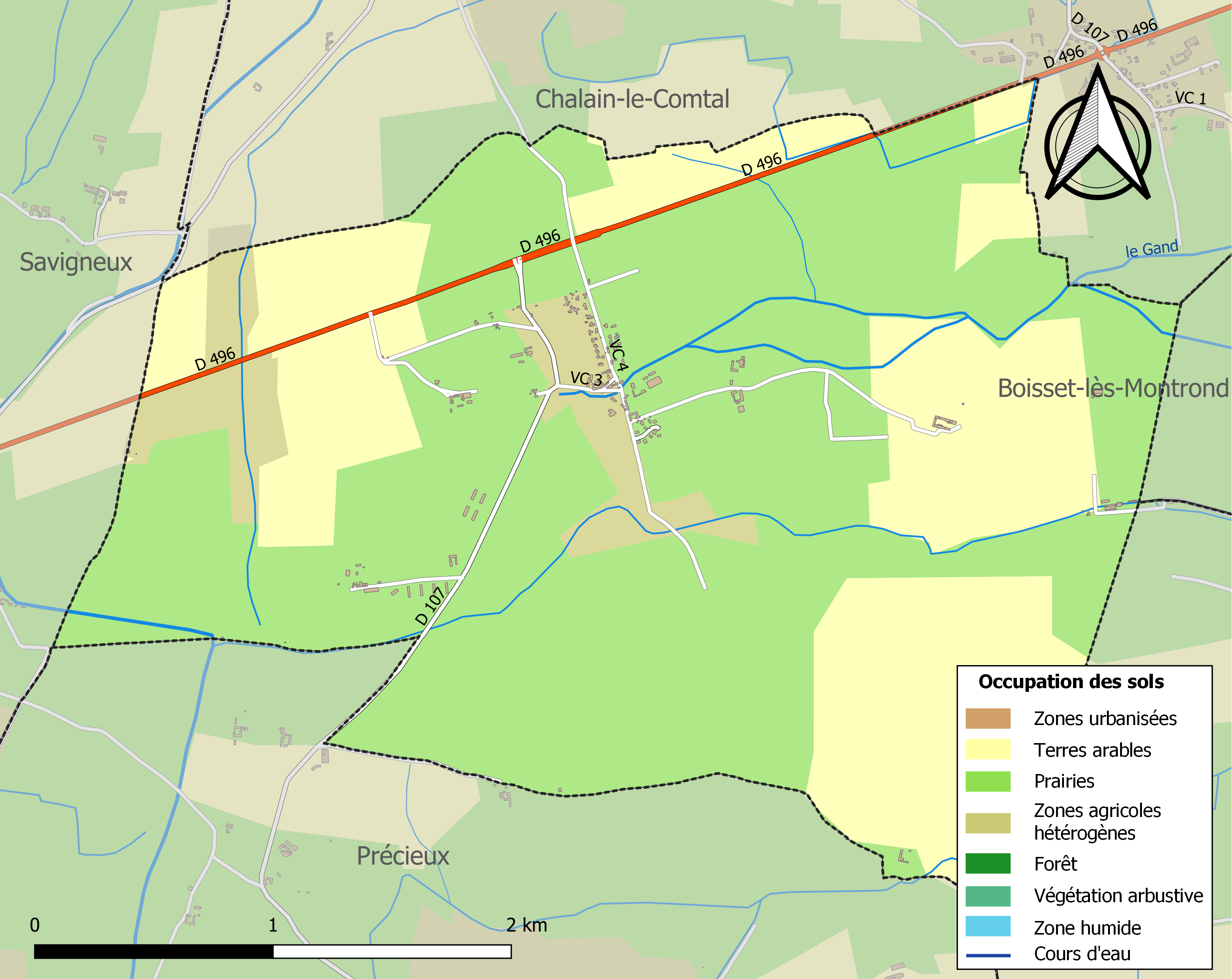
Carte des infrastructures et de l'occupation des sols de la commune en 2018 (CLC).

## Histoire

### Préhistoire et Antiquité
Deux voies antiques importantes passaient sur le territoire de Grézieu-le-Fromental ; la voie Bolène, qui forme la limite ouest de la commune ; et une voie traversant la commune d’est en ouest sur la crête de la colline, allant d'Unias (6 km sud-est, où il y avait un gué et/ou un port sur la Loire) à Montbrison.
Les vestiges les plus anciens sont des tessons de l'âge du bronze, recueillis dans une parcelle où une structure rectangulaire a été repérée lors d'une prospection aérienne. Des tessons d'amphores de type Dressel 1 sont couramment trouvés sur le territoire, souvent associés à de la céramique commune et des fragments de meule à bras. Ces vestiges d'époque gauloise sont régulièrement mêlés à des vestiges gallo-romains.
les Armands
1,3 km sud-ouest du bourg.
Deux zones prospectées ont livré des fragments d'amphores, de la céramique commune et quelques tuiles à rebords. Une troisième zone contenait les mêmes éléments, additionnés de sigillée.
Fontbaril
1,8 km sud-sud-ouest du bourg, en limite de commune avec Précieux.
Quelques pièces de céramique commune, de sigillée à décor et fragment de meule.
la Pommière
2,5 km sud-est du bourg, également en limite de commune avec Précieux. 
Même type de matériel qu'à Fontbaril mais en plus grande quantité et incluant aussi de nombreux tessons de sigillée luisante typique de l'antiquité tardive.
Lachaud
1,4 km à l'ouest du bourg. 
Un site contient des tessons d'amphore Dressel 1, et une habitation gallo-romaine se trouvait dans ses environs immédiats ; il reste de cette dernière des tuiles à rebords en grande quantité, de la céramique commune, peinte, sigillée lisse et sigillée à décors, et de la céramique à parois fines. Les décors de la sigillée datent cette implantation du IIe siècle.

### Moyen-Âge
Lee Moyen-Âge a vu ici un château, une église et une maladrerie.
Le château est bâti par la famille du Verney aux XIIIe – XIVe siècle et a été largement modifié par la suite.
L'église Sainte-Catherine, décorée de fresques représentant le martyre de sa patronne, avait une abside datant des XIe – XIIe siècle. Elle a été entièrement démolie au XIXe siècle. Il reste des photos des fresques.
La maladrerie est citée au XVe siècle. Seule la partie basse du bâtiment est encore visible, à quelques km au sud-ouest du bourg.

### XXesiècle

#### Site d'exploitation d'uranium
De 1968 à 1971, 8,5 tonnes d'uranium ont été extraits des sols de la commune. À ce jour aucun dispositif de surveillance des sols et des cours d'eau n'a été mis en place.

## Politique et administration
| Période                                  | Période  | Identité         | Étiquette | Qualité |
| ---------------------------------------- | -------- | ---------------- | --------- | ------- |
| Les données manquantes sont à compléter. |          |                  |           |         |
| mars 2001                                |          | Jean-Marc Farjon |           |         |
| 2014                                     | mai 2020 | Christophe Cornu |           |         |
| mai 2020                                 | En cours | Yannick Tourand  |           |         |

Grézieux-le-Fromental faisait partie de la communauté d'agglomération de Loire Forez de 2003 à 2016 puis a intégré Loire Forez Agglomération.

## Démographie
L'évolution du nombre d'habitants est connue à travers les recensements de la population effectués dans la commune depuis 1793. Pour les communes de moins de 10 000 habitants, une enquête de recensement portant sur toute la population est réalisée tous les cinq ans, les populations de référence des années intermédiaires étant quant à elles estimées par interpolation ou extrapolation. Pour la commune, le premier recensement exhaustif entrant dans le cadre du nouveau dispositif a été réalisé en 2006.

En 2022, la commune comptait 253 habitants, en évolution de +12,95 % par rapport à 2016 (Loire : +1,32 %, France hors Mayotte : +2,11 %).
| 1793 | 1800 | 1806 | 1821 | 1831 | 1836 | 1841 | 1846 | 1851 |
| ---- | ---- | ---- | ---- | ---- | ---- | ---- | ---- | ---- |
| 180  | 120  | 132  | 245  | 258  | 215  | 236  | 233  | 216  |

| 1856 | 1861 | 1866 | 1872 | 1876 | 1881 | 1886 | 1891 | 1896 |
| ---- | ---- | ---- | ---- | ---- | ---- | ---- | ---- | ---- |
| 215  | 211  | 209  | 201  | 179  | 215  | 230  | 230  | 231  |

| 1901 | 1906 | 1911 | 1921 | 1926 | 1931 | 1936 | 1946 | 1954 |
| ---- | ---- | ---- | ---- | ---- | ---- | ---- | ---- | ---- |
| 212  | 203  | 197  | 156  | 159  | 140  | 126  | 123  | 135  |

| 1962 | 1968 | 1975 | 1982 | 1990 | 1999 | 2006 | 2011 | 2016 |
| ---- | ---- | ---- | ---- | ---- | ---- | ---- | ---- | ---- |
| 109  | 89   | 83   | 83   | 115  | 105  | 110  | 127  | 224  |

| 2021 | 2022 | - | - | - | - | - | - | - |
| ---- | ---- | - | - | - | - | - | - | - |
| 253  | 253  | - | - | - | - | - | - | - |

## Lieux et monuments
- Église Sainte-Catherine de Grézieux-le-Fromental.

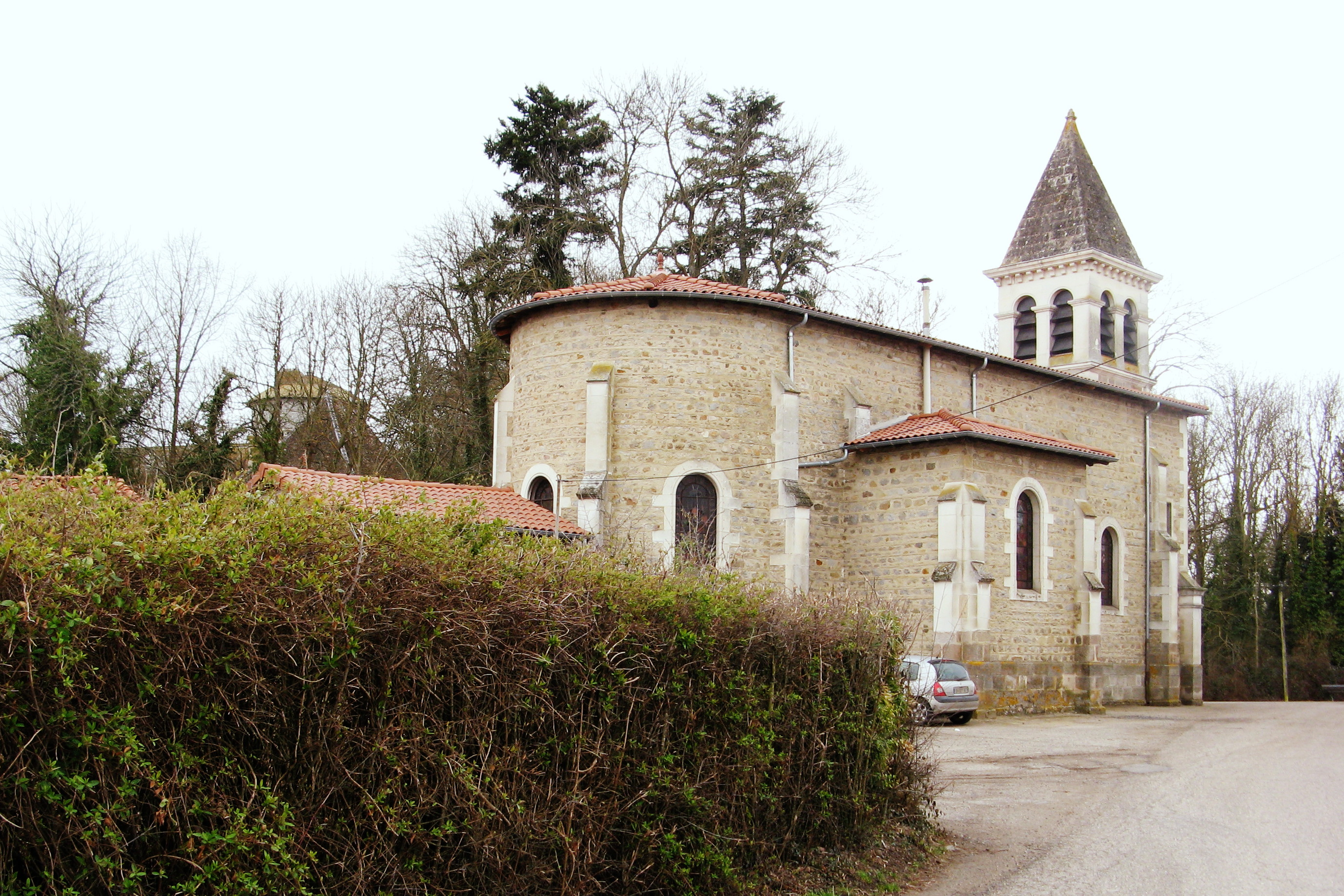
Église
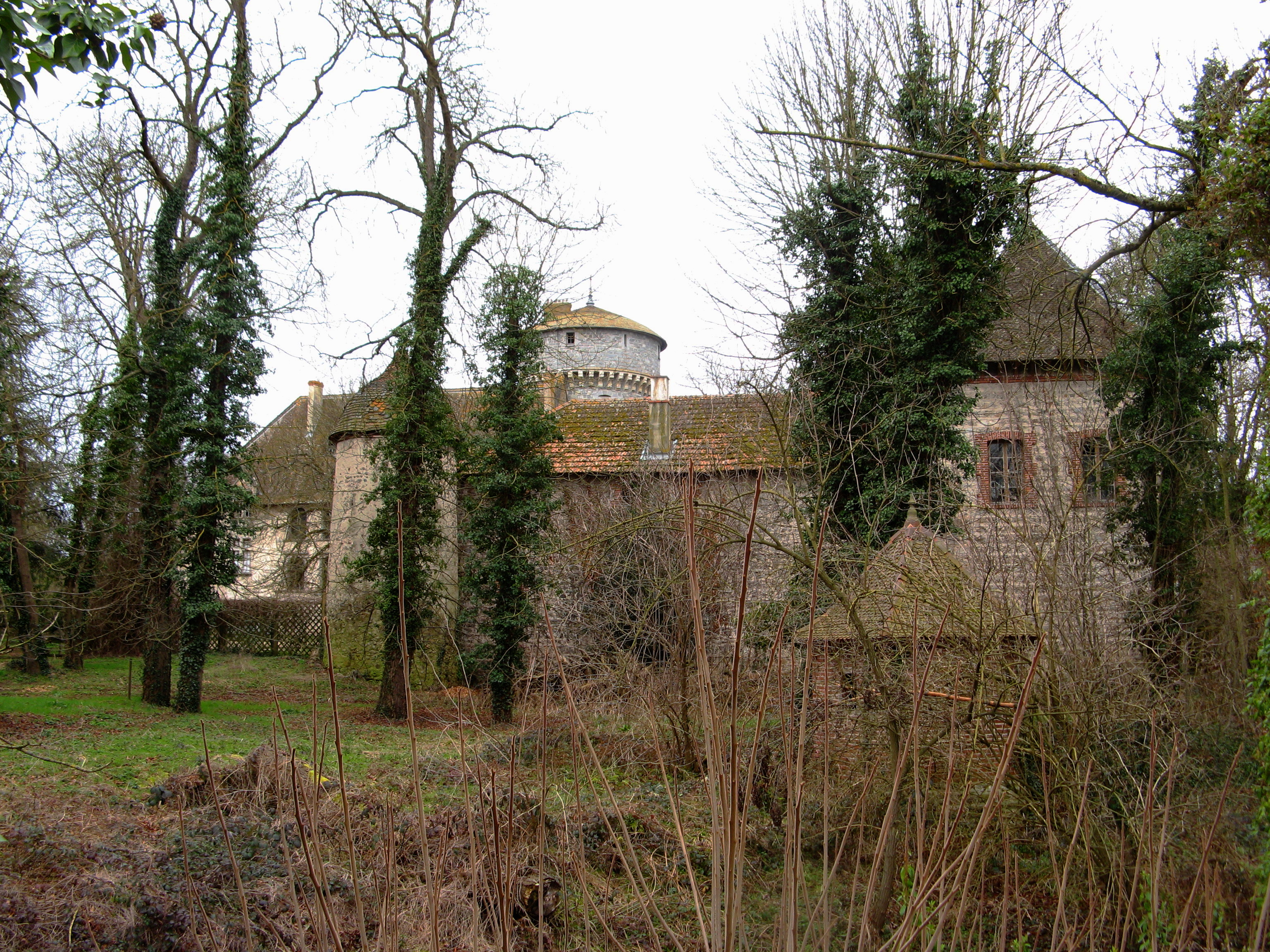
Château